# Новинский монастырь
Новинский Введенский Богородицкий монастырь, что на Бережках — утраченный мужской православный монастырь в Москве, упразднённый Екатериной II в 1764 году. До середины XIX века его обширная территория служила местом популярного гуляния под Новинским.

## История

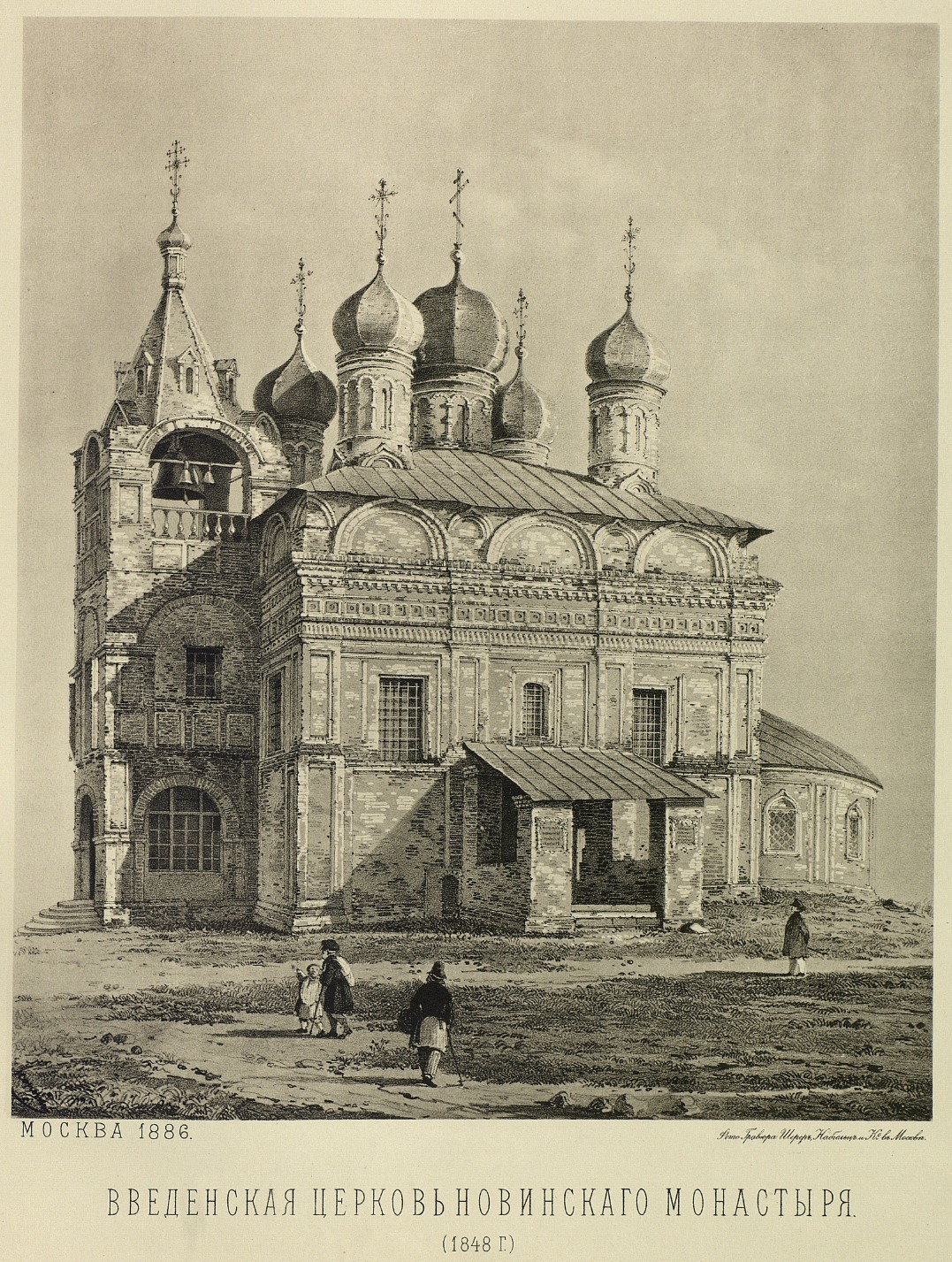
Введенская церковь Новинского монастыря на гравюре 1848 года (воспроизведение 1886 года)

Основан на высоком холме при впадении реки Пресни в Москву-реку митрополитом Фотием между 1425 и 1431 годами. Поскольку монастырь принадлежал московским митрополитам, он носил название владычного (или митрополичьего) дома. Возможно, изначально Новинский монастырь имел значение сторожевого, поскольку ещё в XVIII веке его нередко именовали «осадным».
В 1540 году в монастыре митрополитом Иоасафом встречена принесенная в Москву из Ржева чудотворная икона Ржевской Божьей Матери, после чего по велению Ивана IV в честь этого события построена церковь Введения во Храм Пресвятой Богородицы (снесена в 1933 году).
Вокруг монастыря со временем образовалась слобода, в которой жили монастырские слуги, крестьяне и ремесленники. Приходская церковь этой слободы была освящена во имя св. Иисуса Навина. Возможно, отсюда образовалось как имя окружающей местности (Новинское), так и название монастыря. По другой версии имя местности связан с характером местности — «новых», едва освоенных окраинных земель, «выселок»; неподалёку существовало и местное село Новинки, которое значится в духовной грамоте Василия III от 1462 года.

## Границы владений
В 1410 году монастырю было передано подаренное митрополиту вдовой серпуховского князя Владимира Андреевича огромное имение, село Кудрино с деревнями, полями, лугами и лесами, простиравшимися между Можайской и Тверской дорогами до реки Ходынки. Правда, в XV веке монастырь не мог ещё освоить всё подаренное и сдавал большую часть земель в аренду; но в XV—XVII веках уже сам вёл обширное хозяйство. В 1649 году у него, как и у других монастырей, значительная часть земли была отобрана казной под городские выгоны, но и оставшаяся (144,5 десятины) была достаточной для монастыря. На плане 1683 года местности за Никитскими воротами Земляного города до реки Ходынки показан монастырь в виде обширного четырёхугольника, огражденного бревенчатым забором, с четырьмя каменными церквами внутри, амбарами и прочими строениями, слободкой за монастырскими стенами и «кирпичными сараями» (заводами) близ устья реки Ходынки. Возле монастыря, близ села Кудрино, стояли обширные митрополичьи конюшни и жили конюхи, почему местность эта долго называлась «Конюшками» (современная Конюшковская улица, Большой и Малый Конюшковские переулки). Для ведения обширного рыбного хозяйства на реке Пресне в конце XVII века были вырыты два пруда. На юге территория монастыря доходила до Проточного переулка. Сам монастырь находился в середине квартала между современными Новинским и Девятинским переулками, огороженный в начале XVIII века, как удостоверяет Стралленберг, каменной стеной с высокими башнями по углам.

## Синодальный период и упразднение монастыря
Пожар 1736 года уничтожил большую часть построек монастыря, несколько ранее упразднение патриаршества и замена его Синодом ликвидировала необходимость в монастырем хозяйстве. По просьбе вдовы грузинского царевича Симеона, в 1746 году Синод разместил монахов Новинского монастыря по другим монастырям, а сам монастырь со всеми угодьями отдал для устройства в нём грузинского Новинского девичьего монастыря. В 1764 году Екатерина II упразднила Новинский монастырь, превратив его Введенский храм в приходской. Остальные церкви не ремонтировались и были за ветхостью упразднены в 1780, 1789 и 1870 годах.
После ликвидации монастыря в его помещениях с 1765 года по конец XVIII века находилась школа для солдатских детей Московского гарнизона. В начале XIX века здесь находился съезжий и фурманный двор (полицейская и пожарная части), а позже — военная тюрьма.
Слободских дворов за стенами монастыря насчитывали в 1638 году 88, в 1646—125. После ликвидации монастыря эти дворы, за исключением четырёх — священника, дьякона, пономаря и просвирни Храма Введения, были проданы в частные руки и оставались у владельцев вплоть до 1918 года. По Большому Новинскому переулку дворы духовенства занимали середину правой его стороны. На углу с Садовым кольцом (ныне Кудринская площадь) было обширное владение дворян из купцов, сперва — Каманиных, затем — Ляминых.
Вплоть до середины XIX века обширная незастроенная территория бывшего монастыря служила местом крупнейшего гуляния москвичей на Пасху, «под Новинским».
Введенский храм монастыря по состоянию на 1917 год находился по адресу Большой Новинский переулок, 14, или Малый Новинский переулок, 2. Храм действовал до конца 1920-х годов, разрушен в 1933 году. В 1934 году земельный участок на месте бывшего Новинского монастыря по Большому Новинскому переулку был передан Институту курортологии.